# Christopher Scarabosio
Christopher Scarabosio é um sonoplasta e diretor de som estadunidense. Foi indicado ao Oscar de melhor mixagem de som na edição de 2017 pelo filme Rogue One: A Star Wars Story e ao Oscar de melhor edição de som na edição de 2008 por There Will Be Blood. Destacou-se também por The Grand Budapest Hotel (2014) e Avatar (2009).